# Sulley Muntari
Sulleyman Ali Muntari (Konongo, Ghana, 27 de agosto de 1984), más conocido como Sulley Muntari, es un exfutbolista ghanés que jugaba de centrocampista.

## Biografía
Las capacidades de Muntari primero salieron a luz en torneos juveniles, cuando jugaba para Liberty Professionals en Acra. Se hizo un miembro regular de la selección sub-20 de Ghana a la edad de 16 años cuando terminaron segundos en el Mundial Juvenil FIFA 2001 en Argentina, que perdieron frente a los anfitriones en la final. 
Fichó por Udinese en 2001 donde su primera temporada fue pasada en los reservas, pero debutó el 6 de noviembre de 2002, contra el A. C. Milan.
En su segunda temporada completa, hizo 23 apariciones, y aumentó sus partidos a 33 la temporada siguiente, aunque la indisciplina le costó ser expulsado en 16 partidos en la temporada 2006-07.
Ya había mostrado su deseo de jugar en la Premiership cuando recibió ofertas de Portsmouth, Milan, Inter, Roma y Juve. Su traspaso al Pompey fue definitivo en mayo de 2007, tras abonar el conjunto inglés alrededor de 7.1 millones de libras. Marcó el gol de la victoria en Old Trafford en la 6.ª ronda de la FA Cup ante el Manchester United.
Otro detalle destacable son los dos goles desde larga distancia que marcó al Aston Villa.
Durante el mes de julio de 2008 fueron constantes los rumores sobre el regreso de Muntari al Calcio. La llegada de José Mourinho al Inter de Milán propició que comenzaran las negociaciones por Muntari, ya que Mourinho le conocía bien tras su paso por la Premier League entrenando al Chelsea F. C.
El 24 de julio de 2008 tanto la BBC como la Gazzetta dello Sport anunciaron la contratación por una cifra cercana a los 14-16 millones de euros.

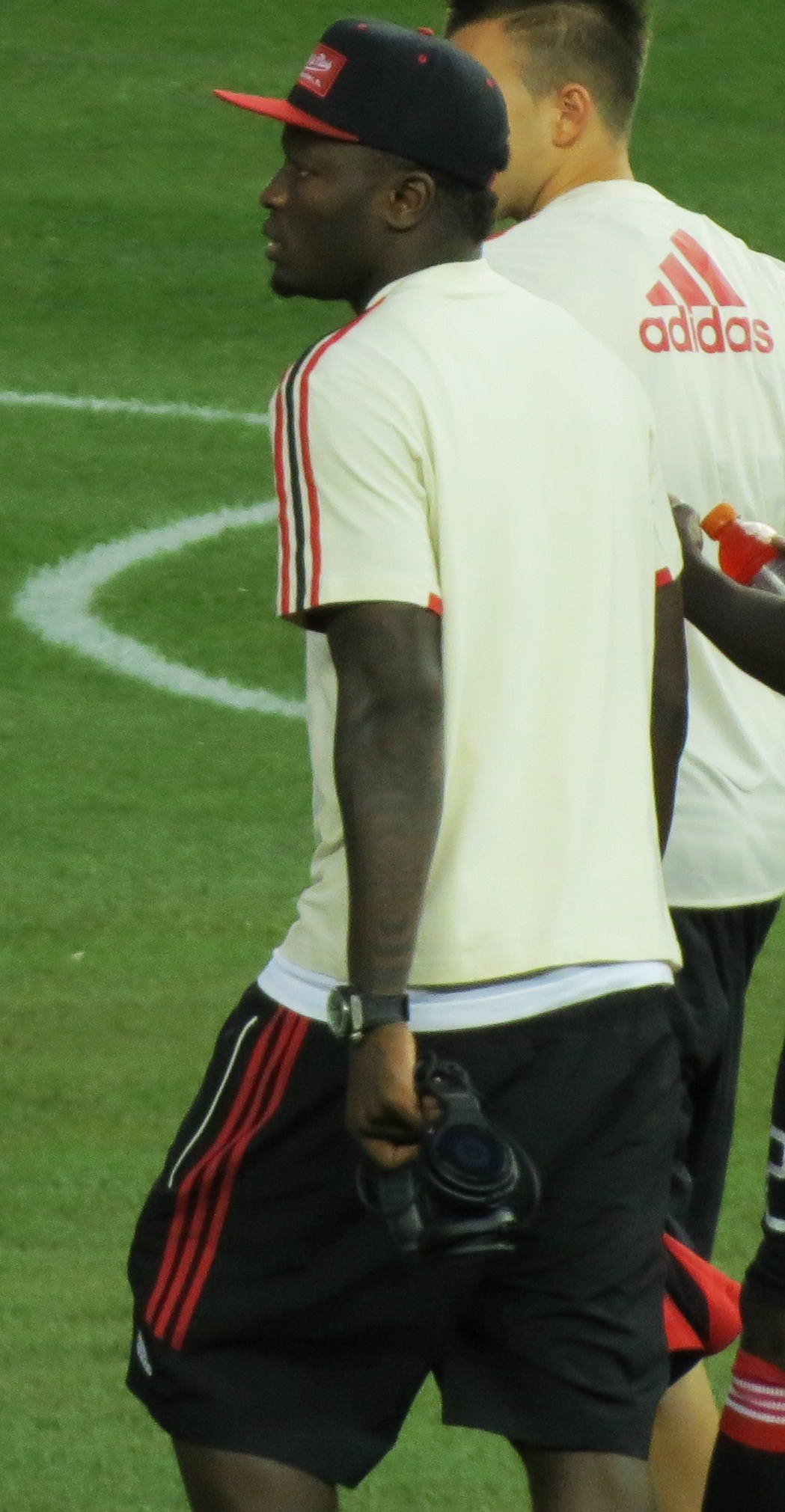
Muntari en su paso por el A.C. Milan, 2012.

En el año 2010 ganó la Copa Italia, la Serie A y la Liga de Campeones de la UEFA.
A pesar de ser suplente, sin duda alguna José Mourinho siempre lo tuvo en cuenta, ya que siempre entraba en los partidos difíciles de dicho campeonato.
El 31 de enero el A. C. Milan consiguió su cesión hasta verano. El 19 de febrero de 2012 marcó su primer gol como jugador del Milan en su debut en un partido de visitante frente al A. C. Cesena
Finalmente terminó fichando por el A. C. Milan, y eligió el número 14 para su camiseta. Se lesionó en un partido con unos amigos en Ghana, teniendo que estar de baja durante aproximadamente seis meses.
Finalizado el mercado de invierno de 2018, el 9 de febrero se incorporó al Deportivo de La Coruña en modo de prueba. Después de dos semanas, el 22 de febrero fue confirmado como jugador del equipo hasta final de temporada.
El 31 de enero de 2019 llegó libre al Albacete Balompié hasta final de temporada. Su debut con no se produciría hasta la jornada 29 del campeonato, el 9 de marzo. Su aportación fue decisiva, asistiendo a Aleix Febas para que este marcase el único gol del encuentro, dando la victoria a domicilio frente al Alcorcón.
A inicios de 2022 regresó al fútbol de su país para jugar en el Accra Hearts of Oak S. C. En noviembre de ese mismo año, en una entrevista a Sky Sports, anunció que había decidido retirarse al término de la temporada anterior.

## Selección nacional

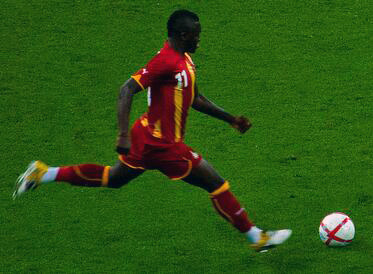
Sulley Muntari en un partido con la selección ghanesa.

Fue un miembro regular de la selección de Ghana desde su debut, habiendo participado con el equipo de la Copa Mundial de Fútbol de 2010.
El 12 de mayo de 2014 el entrenador de la selección de Ghana, Akwasi Appiah, lo incluyó a en la lista preliminar de 26 jugadores preseleccionados para la Copa Mundial de Fútbol de 2014. Semanas después, el 1 de junio, fue ratificado en la lista final de 23 jugadores que viajarían a Brasil. Terminó jugando solo dos partidos en el torneo, ya que fue expulsado de la convocatoria por motivos disciplinarios el 26 de junio, justo antes del partido definitorio frente a Portugal.

### Participaciones en Copas del Mundo
| Copa              | Sede      | Resultado        | Partidos | Goles |
| ----------------- | --------- | ---------------- | -------- | ----- |
| Copa Mundial 2006 | Alemania  | Octavos de final | 3        | 1     |
| Copa Mundial 2010 | Sudáfrica | Cuartos de final | 4        | 1     |
| Copa Mundial 2014 | Brasil    | Primera fase     | 2        | 0     |

### Participaciones en Copa Africana de Naciones
| Copa                           | Sede                    | Resultado    | Partidos | Goles |
| ------------------------------ | ----------------------- | ------------ | -------- | ----- |
| Copa Africana de Naciones 2008 | Ghana                   | Tercer lugar | 6        | 3     |
| Copa Africana de Naciones 2012 | Guinea Ecuatorial Gabón | Cuarto lugar | 5        | 0     |

## Estadísticas

### Clubes
| Club | Div.          | Temporada     | Liga  | Liga  | Copas nacionales(1) | Copas nacionales(1) | Copa de la Liga | Copa de la Liga | Torneos internacionales(2) | Torneos internacionales(2) | Otros(3) | Otros(3) | Total | Total |
| Club | Div.          | Temporada     | Part. | Goles | Part.               | Goles               | Part.           | Goles           | Part.                      | Goles                      | Part.    | Goles    | Part. | Goles |
| --- | ------------- | ------------- | ----- | ----- | ------------------- | ------------------- | --------------- | --------------- | -------------------------- | -------------------------- | -------- | -------- | ----- | ----- |
| Udinese Calcio · Italia | 1.ª           | 2002-03       | 12    | 0     | 2                   | 0                   | —               | —               | —                          | —                          | —        | —        | 14    | 0     |
| Udinese Calcio · Italia | 1.ª           | 2003-04       | 23    | 0     | 4                   | 0                   | —               | —               | 1                          | 0                          | —        | —        | 28    | 0     |
| Udinese Calcio · Italia | 1.ª           | 2004-05       | 33    | 2     | 6                   | 0                   | —               | —               | 2                          | 0                          | —        | —        | 41    | 2     |
| Udinese Calcio · Italia | 1.ª           | 2005-06       | 29    | 3     | 0                   | 0                   | —               | —               | 11                         | 0                          | —        | —        | 40    | 3     |
| Udinese Calcio · Italia | 1.ª           | 2006-07       | 28    | 3     | 2                   | 1                   | —               | —               | —                          | —                          | —        | —        | 30    | 4     |
| Udinese Calcio · Italia | Total club    | Total club    | 125   | 8     | 14                  | 1                   | —               | —               | 14                         | 0                          | —        | —        | 153   | 9     |
| Portsmouth F. C. Inglaterra | 1.ª           | 2007-08       | 29    | 4     | 4                   | 1                   | 0               | 0               | —                          | —                          | —        | —        | 33    | 5     |
| Inter de Milán · Italia | 1.ª           | 2008-09       | 27    | 4     | 3                   | 0                   | —               | —               | 7                          | 1                          | 1        | 1        | 38    | 5     |
| Inter de Milán · Italia | 1.ª           | 2009-10       | 27    | 2     | 5                   | 0                   | —               | —               | 9                          | 0                          | 1        | 0        | 42    | 2     |
| Inter de Milán · Italia | 1.ª           | 2010-11       | 8     | 1     | 1                   | 0                   | —               | —               | 3                          | 0                          | 1        | 0        | 13    | 1     |
| Inter de Milán · Italia | 1.ª           | 2011-12       | 4     | 0     | 0                   | 0                   | —               | —               | 0                          | 0                          | —        | —        | 4     | 0     |
| Inter de Milán · Italia | Total club    | Total club    | 66    | 7     | 9                   | 0                   | —               | —               | 19                         | 0                          | 3        | 1        | 97    | 8     |
| Sunderland A. F. C. Inglaterra | 1.ª           | 2010-11       | 9     | 1     | 0                   | 0                   | 0               | 0               | —                          | —                          | —        | —        | 9     | 1     |
| A. C. Milan · Italia | 1.ª           | 2011-12       | 13    | 3     | 1                   | 0                   | —               | —               | 0                          | 0                          | —        | —        | 14    | 3     |
| A. C. Milan · Italia | 1.ª           | 2012-13       | 15    | 1     | 1                   | 0                   | —               | —               | 2                          | 1                          | —        | —        | 18    | 2     |
| A. C. Milan · Italia | 1.ª           | 2013-14       | 26    | 5     | 0                   | 0                   | —               | —               | 8                          | 1                          | —        | —        | 34    | 6     |
| A. C. Milan · Italia | 1.ª           | 2014-15       | 16    | 2     | 1                   | 0                   | —               | —               | —                          | —                          | —        | —        | 17    | 2     |
| A. C. Milan · Italia | Total club    | Total club    | 70    | 11    | 3                   | 0                   | —               | —               | 10                         | 2                          | —        | —        | 83    | 13    |
| Al-Ittihad F. C. Arabia Saudita | 1.ª           | 2015-16       | 18    | 2     | 3                   | 0                   | —               | —               | 5                          | 1                          | 3        | 0        | 29    | 3     |
| Pescara Calcio · Italia | 1.ª           | 2016-17       | 9     | 1     | 0                   | 0                   | —               | —               | —                          | —                          | —        | —        | 9     | 1     |
| R. C. Deportivo de La Coruña · España | 1.ª           | 2017-18       | 8     | 0     | 0                   | 0                   | —               | —               | —                          | —                          | —        | —        | 8     | 0     |
| Albacete Balompié · España | 2.ª           | 2018-19       | 2     | 0     | 0                   | 0                   | —               | —               | —                          | —                          | —        | —        | 2     | 0     |
| Accra Hearts of Oak S. C. Ghana | 1.ª           | 2021-22       | 11    | 1     | 3                   | 0                   | —               | —               | 0                          | 0                          | 1        | 0        | 15    | 1     |
| Total carrera | Total carrera | Total carrera | 347   | 35    | 36                  | 2                   | 0               | 0               | 48                         | 3                          | 7        | 1        | 438   | 41    |
| (1) Incluye datos de la Copa Italia (2002-15), FA Cup (2007-08), Copa del Rey de Campeones (2015-16) y Copa de Ghana (2021-22). (2) Incluye datos de la Liga de Campeones (2003-14), Copa de la UEFA (2005-06) y Liga de Campeones de la AFC (2015-16). (3) Incluye datos de la Supercopa de Italia (2008-09), Copa Mundial de Clubes (2010) y Copa del Presidente (2022). |               |               |       |       |                     |                     |                 |                 |                            |                            |          |          |       |       |

## Palmarés

### Campeonatos nacionales
| Título              | Club                      | País       | Año  |
| ------------------- | ------------------------- | ---------- | ---- |
| FA Cup              | Portsmouth F C.           | Inglaterra | 2008 |
| Supercopa de Italia | Inter de Milán            | Italia     | 2008 |
| Serie A             | Inter de Milán            | Italia     | 2009 |
| Copa Italia         | Inter de Milán            | Italia     | 2010 |
| Serie A             | Inter de Milán            | Italia     | 2010 |
| Copa Italia         | Inter de Milán            | Italia     | 2011 |
| Supercopa de Italia | Inter de Milán            | Italia     | 2011 |
| Copa del Presidente | Accra Hearts of Oak S. C. | Ghana      | 2022 |
| Copa de Ghana       | Accra Hearts of Oak S. C. | Ghana      | 2022 |

### Campeonatos internacionales
| Título                 | Club           | Sede   | Año  |
| ---------------------- | -------------- | ------ | ---- |
| Liga de Campeones      | Inter de Milán | Madrid | 2010 |
| Copa Mundial de Clubes | Inter de Milán | EAU    | 2010 |